# Patrick Schwienbacher
Patrick Schwienbacher (* 2. November 1982 in Meran) ist ein ehemaliger italienischer Rennrodler.
Patrick Schwienbacher aus Ulten rodelte seit 1997. Seit 2002 gehörte der Carabiniere dem italienischen Nationalkader an. Zunächst fuhr Schwienbacher lange Zeit im Einsitzer. Sein Debüt im Rennrodel-Weltcup gab er in der Saison 2002/03. Sein erstes Rennen, in dem er 23. wurde, bestritt er in Oberhof. Bestes Ergebnis seiner ersten Saison war ein 19. Rang in Igls, in der Gesamtwertung wurde er 25. Die zweite Saison brachte keine Verbesserungen. Leicht besser wurde es in der Saison 2004/05, wo ein 15. Rang in Igls bestes Ergebnis wurde. Obwohl Schwienbacher 2005/06 eher im Schnitt schlechtere Ergebnisse als zuvor erreichte, konnte er sich auf seiner Lieblingsbahn in Igls als Elfter erneut verbessern. Auch die beiden folgenden Saisonen brachten eher leichte Verschlechterungen als Verbesserungen in der Entwicklung. Zur Saison 2008/09 wechselte Schwienbacher als Hintermann auf einen Doppelsitzer mit Hans Peter Fischnaller. Schon in seinem ersten Rennen erreichte das neue Doppel als Zehntplatziertes in Igls ein gutes Ergebnis.
Bei Großereignissen trat Schwienbacher mehrfach an. Bei den Rennrodel-Europameisterschaften 2004 in Oberhof belegte er den 19. Platz, ebenso 2008 in Cesana Pariol. Die erste Rennrodel-Weltmeisterschaften fuhr der Italiener 2005 in Park City und wurde dort 16., 2008 in Oberhof 18.
2014 beendete Schwienbacher seine Karriere.